# Aftaler med Gud
Aftaler med Gud er en dokumentarfilm instrueret af Katrine Østlund Jacobsen efter eget manuskript.

## Handling
Filmen er et essay om troen og bønnen fortalt gennem den danske novice Antonia Holstein-Ledreborg på hendes fortsatte vej til mødet med Gud. Som katolsk opdraget på en dansk herregård og senere religiøst vakt under en pilgrimsrejse i Jugoslavien søger hun et ordenssamfund med hovedkloster i Paris. Det er i denne fristelsernes og forfængelighedens by, at hun, omgivet af byens liv i stor indre ro i en fortsat bøns samtale med Gud, forbereder sig til afgivelsen af det endelige løfte, afkaldsløftet, og finder sig til rette med konsekvenserne af sin fuldbyrdede indtræden i livet som nonne. Filmen viser os i tilbageblik glimt af barndommens paradis og lader os være med under forberedelserne frem til den dag, hun vier sit liv til Jesus.